# À cœur joie
À cœur joie is een film uit 1967 van Serge Bourguignon. De hoofdrollen worden gespeeld door Brigitte Bardot en Laurent Terzieff.

## Verhaal
Het Franse fotomodel Cécile reist met een paar collega's naar Londen voor een modereportage. Daar ontmoet ze een haar vaag bekende Fransman, met wie ze een buitenechtelijke relatie aangaat. Het paar gaat naar Schotland, en beleeft een romance in een kasteelruïne aan de kust. Als het tijd is om naar huis te gaan, verlaat hij haar. Cécile blijft alleen met haar herinnering.

## Rolverdeling
| Acteur                  | Personage  |
| ----------------------- | ---------- |
| Brigitte Bardot         | Cécile     |
| Laurent Terzieff        | Vincent    |
| Jean Rochefort          | Philippe   |
| James Robertson Justice | McClintock |
| Michael Sarne           | Dickinson  |
| Georgina Ward           | Patricia   |
| Carole Lebel            | Monique    |
| Annie Nicholas          | Chantal    |

## Karakteristiek
À cœur joie is geschoten in de Engelse stijl van medio jaren zestig. De kwaliteit van de opnamen is goed. Bardot's bruidsjurk is van de Franse couturier Pierre Cardin.